# Playboi Carti
Jordan Terrell Carter (* 13. září 1995), spíše známý jako Playboi Carti, je americký rapper. Je považován za vlivnou osobnost své generace, která přispěla k rozvoji žánrům rage a trap. Původně podepsal smlouvu s místním undergroundovým vydavatelstvím Awful Records, později Carter podepsal smlouvu s nahrávací společností ASAP Mob AWGE ve společném podniku s Interscope Records. Poté, co si Carter na počátku své kariéry získal kultovní příznivce, získal pozornost hlavního proudu po vydání svého eponymního debutového mixtapu (2017), který debutoval na 12. místě v americkém žebříčku Billboard 200, a obsahoval singly „Magnolia“ a „Wokeuplikethis“ (s Lil Uzi Vert), které se umístily v žebříčku Billboard Hot 100.
Carterovo debutové studiové album Die Lit (2018) zaznamenalo další kritický i komerční úspěch a umístilo se na třetím místě žebříčku Billboard 200. Po dvouleté pauze debutovalo jeho druhé studiové album Whole Lotta Red (2020) na vrcholu žebříčku a setkalo se s příznivým přijetím kritiky; časopisy Rolling Stone a The Washington Post ho zařadily mezi nejlepší alba toho roku a Rolling Stone ho zařadil na seznam „200 nejlepších hip-hopových alb všech dob“. Whole Lotta Red znamenalo významný milník v Carterově kariéře, neboť se stalo jeho prvním albem, které se dostalo na vrchol hitparády ve Spojených státech a zajistilo mu prestižní první místo v žebříčku Billboard 200. V roce 2024 vystoupil na singlu od  ¥$ s názvem „Carnival“, který se stal jeho první písní, jež se dostala na vrchol žebříčku Billboard Hot 100. Carter by měl v roce 2025 vydat své třetí studiové album I Am Music.
Kromě sólové kariéry založil Carter v roce 2019 nahrávací společnost a kreativní agenturu Opium, jejímž prostřednictvím v průběhu let podepsal smlouvy s esteticky podobnými rappery z Atlanty, mezi které patří Ken Carson, Destroy Lonely, a také hip-hopové duo Homixide Gang.

## Raný život
Jordan Terrell Carter se narodil 13. září 1995 v Atlantě ve státě Georgia a vyrůstal na nedalekém předměstí Riverdale. V rozhovoru pro Complex v roce 2016 uvedl: „Moje máma mi nemohla říct ani h*vno. Nikdo mi nemohl říct ani h*vno.“ Tento typ životního stylu ovlivnil, že se Carter v mládí dostal do problémů a odkláněl se od myšlenky na vyšší vzdělání po střední škole. Navštěvoval North Springs Charter High School v Sandy Springs.
Před rapem se Carter chtěl stát hvězdou NBA, aby se pokusil něco dokázat. V rozhovoru pro časopis The Fader řekl: „Byl jsem mladý a nechodil jsem na tréninky. Tehdy jsem se opravdu vyhýbal škole a byl to samý hoop a žádný rap. Před tréninkem jsem kouřil, přišel na hřiště a hodil třicítku.“ Basketbal přestal hrát po neshodách s trenérem. Poté se věnoval hudbě.
Carter pravidelně vynechával vyučování na střední škole, aby mohl pracovat na své hudbě nebo chodit do práce v H&M, což vedlo k tomu, že sotva dokončil střední školu. V rozhovoru pro The Fader řekl: „Byl jsem ve třídě s prváky, kteří dokončovali práci, a kdybych do této doby dokončil devět úkolů, mohl bych odmaturovat.“ Byl tak blízko tomu, aby neodmaturoval, že se na jeho promoci nikdo nedostavil, protože nevěděli, že se skutečně bude konat.
Carter si už od útlého věku osvojil jedinečný smysl pro módu, protože nakupoval ve second hand obchodech. Pro časopis Vogue uvedl, že si ho dobírali za to, že si brzy osvojil nové styly, například barevné úzké džíny.

## Kariéra

### 2011–2016: Začátky kariéry

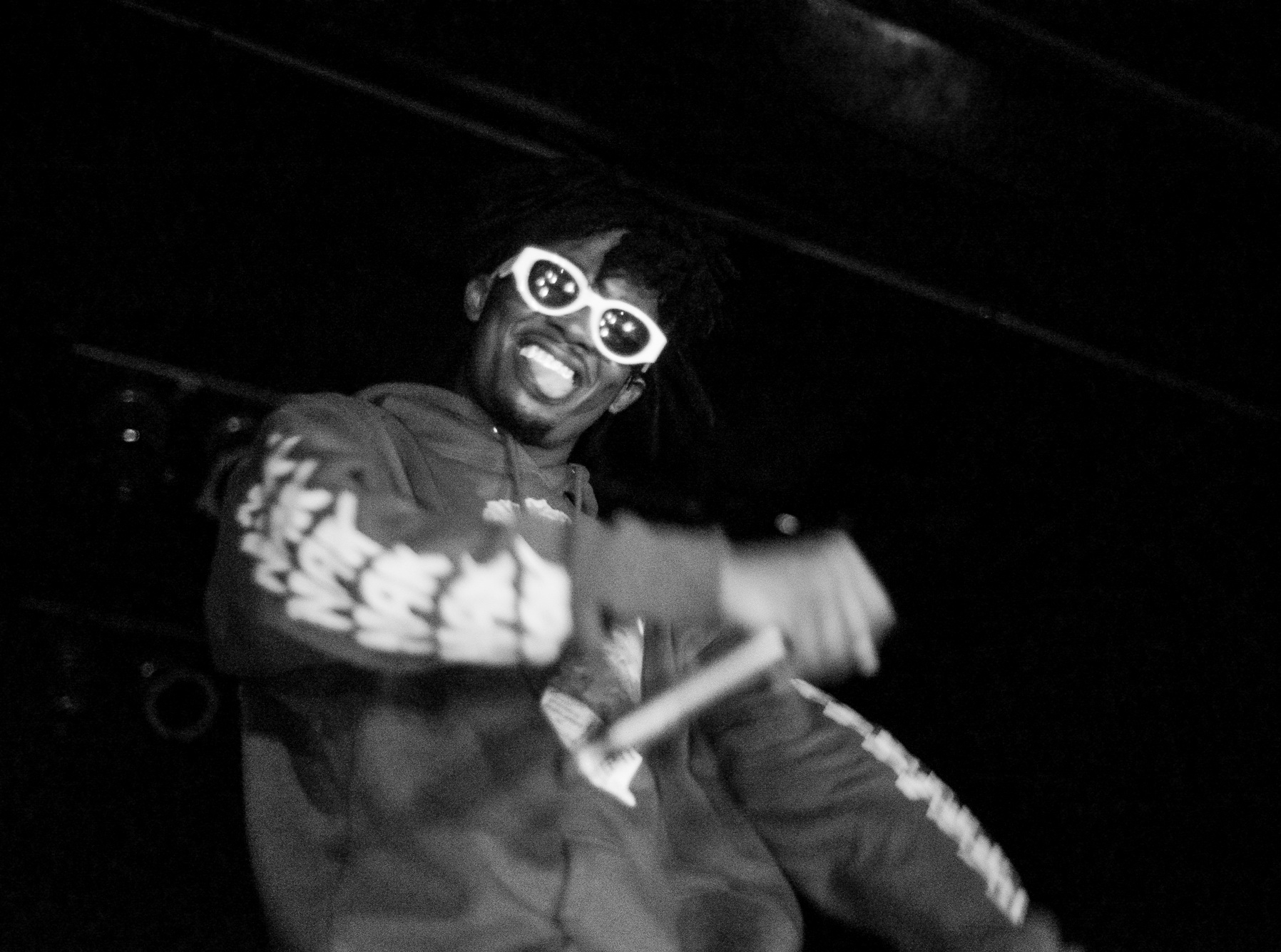
Carter vystupující v listopadu 2016

Playboi Carti zahájil svou hudební kariéru v roce 2011 pod přezdívkou $ir Cartier, a začal vydávat své první mixtapy: THC: The High Chronical (2011), Young Mi$fit (2012), a $ensation (2013). V roce 2014 se přejmenoval na Playboi Carti, a své skladby nahrával na SoundCloud. Později rozšířil svůj záběr sdílením své hudby na platformách jako Newgrounds. V roce 2014 se Carti po setkání s producentem Etherealem připojil k undergroundovému atlantskému kolektivu Awful Records, což byl klíčový moment v jeho kariéře. Carti připisuje Etherealovi zásluhy za to, že mu pomohl objevit a rozvinout jeho osobitý zvuk.
Když se Carti rozhodl věnovat se hudbě na plný úvazek, učinil významné rozhodnutí přestěhovat se do New Yorku, kde dočasně bydlel u známého drogového dealera. Během této doby se často setkával se členy vlivné skupiny ASAP Mob a nakonec se seznámil s ASAP Bari, který ho představil ASAP Rockymu. Toto spojení mělo zásadní význam pro Cartiho kariéru a vedlo ho k tomu, že Rockyho doprovodil na výlet do Texasu, což znamenalo začátek jeho vzestupu v hudebním průmyslu.
V roce 2015 začal Carti přitahovat širokou pozornost vydáním svých singlů „Broke Boi“ a „Fetti“, na kterých se podíleli Dash a Maxo Kream. Tyto skladby, sdílené na službě SoundCloud, si rychle získaly oblibu v rámci undergroundové scény. Současně Carti aktivně spolupracoval s umělci z rozvíjející se undergroundové rapové scény v Atlantě, včetně UnoTheActivist, Thouxanbanfauni, Yung Bans, Lil Yachty, a také s producenty MexikoDro a Icytwat. Jeho rostoucí vliv vedl k turné s ASAP Fergem a Lil Uzi Vertem, což nakonec vyústilo v nahrávací smlouvu s Interscope Records. V roce 2016 se oficiálně upsal vydavatelství AWGE ASAP Mob, čímž se spojil s jedním z nejvlivnějších kolektivů v hip hopu.

### 2017–2020:Playboi Carti,Die Lit, aWhole Lotta Red

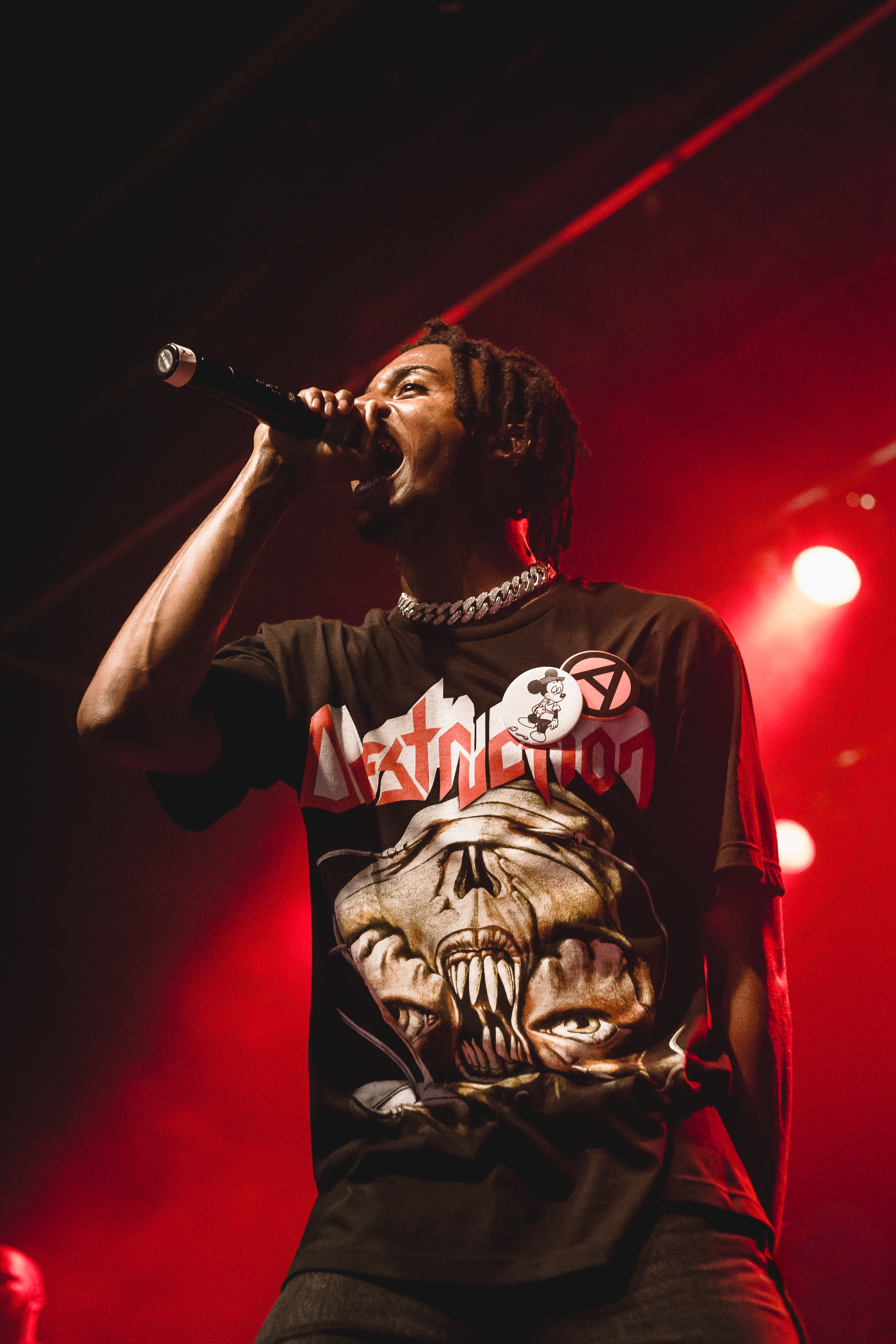
Carter při vystoupení v srpnu 2017

Playboi Carti vydal v dubnu 2017 svůj debutový mixtape, který si získal značnou pozornost významných hudebních publikací, jako jsou XXL, Pitchfork, Spin, HotNewHipHop, a PopMatters. Mixtape debutoval na 12. místě žebříčku Billboard 200 a obsahoval čtyři singly: „Lookin“ a „Wokeuplikethis“ (obě s Lil Uzi Vert), vydané před mixtape (9. a 10. března), a „Magnolia“ společně s „Let It Go“, vydané pár hodin před projektem. Carti se v rámci propagace mixtapu vydal na turné po boku Gucciho Manea a Dreezyho. Na turné se Carti objevil i s písní „Magnolia“, která se umístila na 29. místě v žebříčku Billboard Hot 100, a s písní „Wokeuplikethis“ s Lil Uzi Vertem, která se dostala na 76. místo. V červnu 2017 byl jmenován jedním z „2017 Freshman Class“ časopisu XXL, na jehož seznamu byli také rappeři jako XXXTentacion, A Boogie wit da Hoodie a Ugly God. V tomto období se Carti objevil na několika skladbách alba Cozy Tapes Vol. 2: Too Cozy skupiny ASAP Mob, včetně singlu „Raf“, a na singlu „Summer Bummer“ Lany Del Rey z jejího alba Lust for Life.
V květnu 2018 Carti vydal své debutové studiové album Die Lit, jemuž předcházelo vydání promočního singlu „Love Hurts“ (s Travis Scott) 2. května. Album debutovalo na 3. místě amerického žebříčku Billboard 200 a v prvním týdnu získalo 61 000 albových ekvivalentů, z toho 5 000 čistě albových. Později téhož roku, v srpnu 2018, Carti oznámil své druhé studiové album Whole Lotta Red, které vyjde o dva roky později. Práce na Whole Lotta Red začaly ihned po vydání Die Lit. Během následujících dvou let uniklo na internet mnoho skladeb, včetně fanoušky oblíbené „Pissy Pamper“, které nasbíraly desítky milionů streamů. Navzdory únikům Carti v tomto období nevydal žádnou novou hudbu, ačkoli se objevil na několika skladbách, včetně „Earfquake“ od Tylera, the Creatora, „Get Dripped“ od Lila Yachtyho z alba „Nuthin’ To Prove“, „Baguettes in the Face“ s Navem a A Boogie wit da Hoodie z alba DJ Mustarda, a na obrovském množství dalších.
V dubnu 2020 Carti prolomil své hudební mlčení vydáním singlu „@ Meh“, který se umístil na 35. místě žebříčku Billboard Hot 100. Následující měsíc se objevil na Drakeově singlu „Pain 1993“, který debutoval na 7. místě žebříčku Billboard Hot 100, což znamenalo Cartiho první vstup do první desítky tohoto žebříčku. Vzhledem k velké kritice obou písní se výkonné produkce ujal Kanye West, a zvuk alba se již potřetí změnil. V listopadu 2020 Carti oznámil, že album Whole Lotta Red je dokončeno a bylo předloženo jeho vydavatelství. Objevil se také na deluxe albu Lil Yachtyho Lil Boat 3.5 na skladbě „Flex Up“ spolu s Futurem. 21. prosince 2020 Carti potvrdil, že Whole Lotta Red vyjde na Vánoce. 24 skladbové album bylo vydáno 25. prosince 2020 a debutovalo na prvním místě amerického žebříčku Billboard 200.

### 2021-2025:Music
V květnu 2021 vydal s Trippie Redd singl „Miss The Rage“, který debutoval na 11. místě žebříčku Billboard Hot 100. V červnu se Playboi Carti objevil na skladbách „Switching Lanes“ od Pi'erre Bournea a „Homixide“ od Lil 1 Dte. V srpnu téhož roku se podílel na „Unlock It“ od ABRA a Boys Noize, a dále na několika skladbách na albu Kanye Westa Donda, konkrétně „Off the Grid“ (později vydáno jako singl), „Junya“ a „Junya Pt 2“.

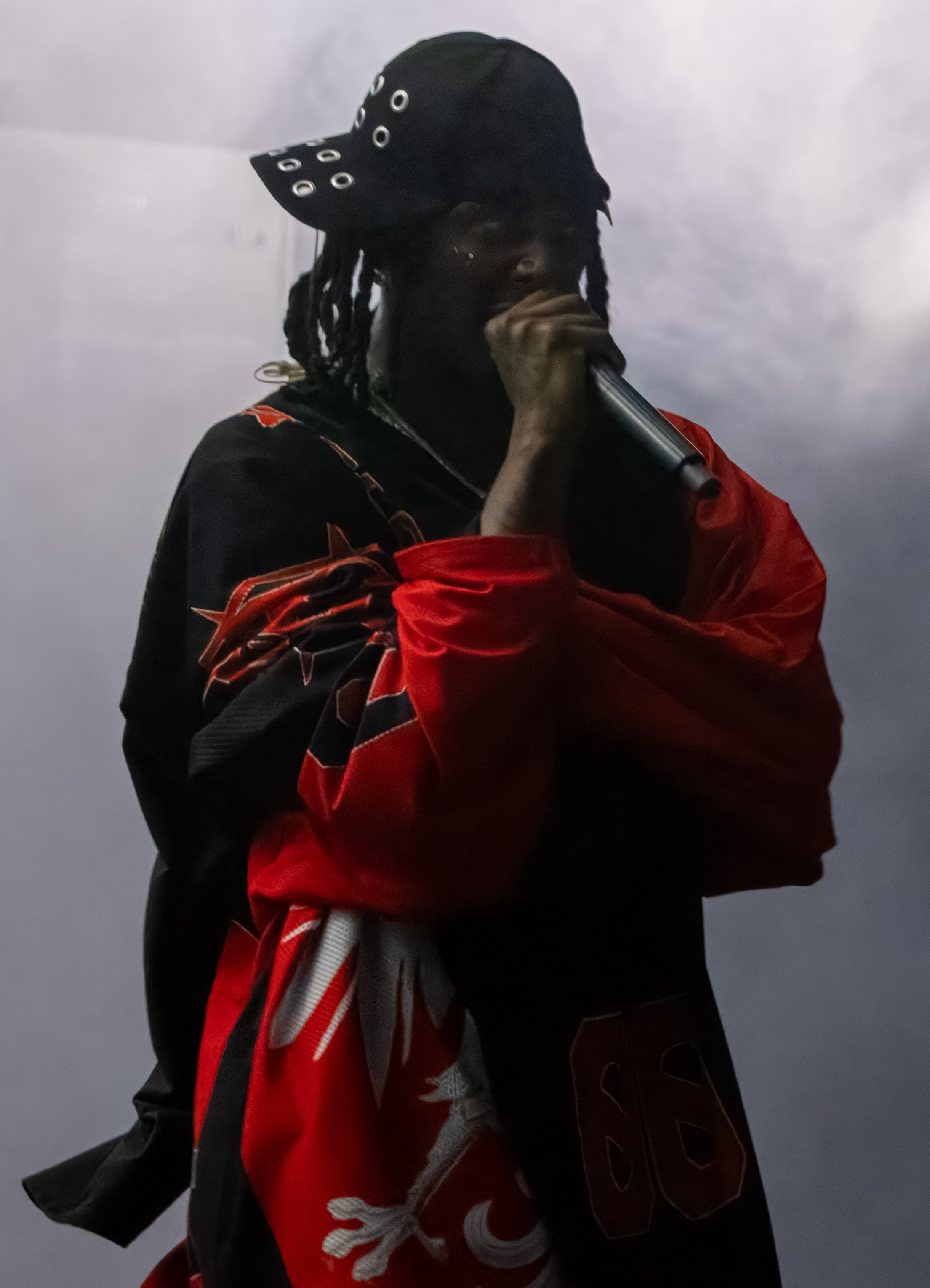
Vystoupení Cartera v červenci 2024

Dne 25. prosince 2022, po více než roční pauze od Twitteru, se Carti vrátil se zprávami naznačujícími novou hudbu. V březnu 2023 vystoupil na Rolling Loud California s dosud nevydanou skladbou „Rockstar“ a poškádlil fanoušky ohledně svého nadcházejícího alba. V květnu 2023 se Carti po svém zatčení v prosinci 2022 vrátil na Instagram a zveřejnil snímek obrazovky, na kterém si píše FaceTiming s Weekndem. Jen o několik dní později Weeknd oznámil jejich spolupráci „Popular“ s Madonnou, která vyšlo 2. června 2023. Dne 7. července 2023 Carti vystoupil na festivalu Wireless s novou písní „Pop Out“. Dne 28. července 2023 se Carti objevil na očekávaném albu Travise Scotta Utopia na skladbě „Fein“. Následující den zveřejnil na Instagramu příspěvek, v němž sdílel nadšení z nadcházející hudby a uvedl: „New shit on the way, believe that“.
V prosinci 2023 Carti naznačil vydání alba v lednu 2024. 7. prosince na Instagramu zveřejnil příspěvek „I am music“, po němž následoval tweet od Pharrella Williamse „Prepare“ (Připravte se). 8. prosince Carti potvrdil datum vydání v roce 2024 úryvkem, na němž se podílel DJ Swamp Izzo. Později téhož dne na svém sekundárním účtu na Instagramu vydal skladbu „Different Day“. Následující týdny Carti promoval, teasoval skladby pár hodin předem, publikoval jejich krátké stopáže, a nakonec vydával jednotlivé písně. 14. prosince „2024“, 19. prosince „H00dbyair“ (kde Jordan potvrdil, že má dceru jménem Yves), 1. ledna „Backr00ms“ (s Travis Scott), 15. ledna „Evilj0rdan“, a po dvouměsíční pauze 12. března „Ketamine“. S každou písní přišel i unikátní videoklip, a všechny byly vydané prostřednictvím Instagramu (2024 bylo publikováno i na YouTube, Backrooms pouze na něj).
4. února 2024 Carti hostoval během vystoupení Travise Scotta na 66. ročníku předávání cen Grammy. O týden později se objevil na albu Vultures 1 Kanyeho Westa a Ty Dolla Sign na skladbách „Carnival“ a „Fuk Sumn“, přičemž „Carnival“ se stal jeho prvním singlem v hitparádě. V březnu 2024 spolupracoval s Futurem a Metro Boominem na skladbě „Type Shit“ (později vydáno jako singl) a 27. března vydal s Camilou Cabello singl „I Luv It“. V srpnu se objevil i na písni „Field Trip“ z alba Vultures 2 od Kanyeho Westa a Ty Dolla Sign.
13. září 2024 Carti vydal dlouho očekávanou a vyžadovanou skladbu „All Red“, což znamenalo jeho první sólové streamované vydání od roku 2020. Své nadcházející album také teasoval uvedením různých balíčků merchandise, čímž vzbudil mezi fanoušky nadšení. 27. září Carti vydal s The Weekndem píseň „Timeless“, která byla dříve v září představena na vystoupení The Weeknda. Skladba se umístila vysoko v žebříčcích. 22. listopadu byla skrze Instagram vydána další píseň „Play This“.
15. prosince 2024 byl Carti headlinerem populárního festivalu Rolling Loud v Miami který měl 10leté výročí. Jordan na svém sekundárním Instagramu v popisku předtím napsal - "I AM MUSIC WILL B PLAYED". Taktéž učinil, a během jeho živého vystoupení zahrál 5 nových skladeb (ze kterých již 2 byly teasované), na kterých se podíleli uměli jako např. Travis Scott, The Weeknd a producent Metro Boomin.
14. března 2025 Carti oficiálně vydal album "MUSIC". Ačkoliv bylo album avizováno na vydání v 12 hodin východního času, nastaly komplikace a album vyšlo až o cca. 7 hodin později, kolem 7:30 východního času. Během prvního dne získalo na streamovacích platformách přes 185 milionu přehrání, a stalo se tak nejvíce streamovaným albem během prvního dne v roce 2025. Taktéž drží světový rekord na 7. příčce za nejvíce streamů za první den vydání.
25. března vydal King Vamp deluxe verzi MUSIC, který obsahoval 4 nové písně (ze kterých byly 3 již předem vydané).

### 2025 - současnost:Baby boi
Carter po vydání alba "MUSIC" na svém sekundárním Instagramu oznámil "BABY BOI OTW" (Baby Boi na cestě), a plánuje brzy vydat další album. O projektu už se spekulovalo kolem roku 2023, kdy si Carter nechal na ruku vytetovat tento název.

## Móda a modeling
Carterův módní styl je jedním z hlavních rysů jeho veřejné image. Sám sebe označil za „dítě z obchodu s úsporami“ a často dává přednost vintage oděvům. GQ definoval Cartera jako „vůdce mladistvého stylu“ a uvedl, že představuje stylistický střed mezi „módním leskem ASAP Mob, punkrockovým přístupem Lil Uzi Vert, a hravým táborem Lil Yachty“.
Carterovo oblíbenou značkou je Balmain a jeho nejoblíbenějším návrhářem Raf Simons, kterého poznal na módní přehlídce v New Yorku v roce 2017. Carter se objevil v písni „Raf“ od skupiny ASAP Mob, která byla věnována Rafovi Simonsovi. Ve videoklipu k písni se Carter, ASAP Rocky a Quavo objevili ve vzácném oblečení navrženém Rafem Simonsem. V roce 2017 Carter řekl časopisu Vogue, že za své módní inspirace považuje Kanyeho Westa a ASAP Rockyho.
Carter byl mnohokrát modelem, mimo jiné pro Louis Vuitton na pařížském týdnu módy, Yeezy Season 5, VFiles, a OVO Lookbook spolu s Ianem Connorem a Johnem Rossem.

## Hudební styl
Carter je popisován jako „mumlavý rapper“ a jeho hudba jako „hravá, úderná a velmi melodická“. Carter je známý pro svoji image „rockové hvězdy“ a texty zaměřené na sex, drogy, a celkově jeho životní styl. Complex označil jeho styl rapování za „úsporný a repetitivní, spíše zaměřený na flow a chytlavé fráze“. Téměř všechny Carterovy rapové skladby jsou freestylové, čímž se přímo inspiroval Lil Wayne. Briana Youngerová na serveru Pitchfork uvedla, že „Cartiho hudba je méně o lyrice a více o atmosféře“, a dále řekla, že „cokoliv Cartimu chybí na obsahu, dohání naprostou drzostí“.
Carter je známý svou hlasovou technikou „baby voice“, která se vyznačuje tím, že jeho hlas dosahuje vysokých výšek s nejasnou výslovností, zběsilou kadencí, ale také několika variantami. Tuto techniku použil v populárních písních, jako jsou „Almeda“ se Solange, „Earfquake“ s Tylerem, the Creatorem, a nevydané „Pissy Pamper“ s Young Nudy a Pi'erre Bournem. Po vydání alba Whole Lotta Red také experimentoval s různými vokály inspirovanými metalem, například jeho hrubý „hluboký hlas“ se poprvé vyskytl v nevydané písni „Mr. Miyagi“ s Kanyem Westem a Futurem. Oficiálně se objevil v písni „Fein“ Travise Scotta, ale častěji se objevuje v mnoha nevydaných písních.
Deník New York Times uvedl, že Cartiho rapování působilo dojmem, jako by mu „více sedělo ztvárnění role než samotné rapování“.
Z estetického hlediska používá Carter satanistické obrazy a je ovlivněn upírskými filmy.
Ovlivnili ho ASAP Rocky, Kanye West, Jay-Z, MF Doom, Slayer, Sex Pistols a Kiss.

## Osobní život
V roce 2017 krátce chodil s americkou modelkou Blac Chynou. V roce 2018 měl Carter romantický vztah s Rubi Rose, modelkou a rapperkou, která se proslavila po účinkování ve videoklipu k písni „Bad and Boujee“ skupiny Migos. Na Rose údajně vystřelil poté, co mu před odletem schovala telefony. Rozešli se poté, co ji Carter podvedl s Blac Chynou.
Později v roce 2018 začal Carter chodit s australskou rapperkou Iggy Azaleou, se kterou se seznámil, když byl v zámoří na turné. V prosinci 2018 se spolu přestěhovali do čtvrti Buckhead v Atlantě. V roce 2020 Azalea porodila Carterovi syna. V prosinci 2019 se rozešli. V prosinci 2020 Azalea odhalila, že ji Carter podvedl a zmeškal narození jejího syna. Carter odmítl podepsat rodný list jejich syna.
Od června 2019 Carter žije a pracuje v okolí Atlanty, kam se přestěhoval z Los Angeles.
Carter trpí astmatem.

## Legální problémy
Carter během svého koncertního turné v únoru 2018 udeřil řidiče ve skotské Gretně. Po soudním řízení dostal pokutu 800 liber.
V dubnu 2020 byl Carter zatčen v okrese Clayton v Georgii kvůli obvinění z držení zbraní a užívání drog. Poté, co Cartera zastavila policie kvůli prošlé značce na jeho Lamborghini, našly úřady 12 sáčků marihuany, tři zbraně, Xanax, kodein a oxykodon. Po hádce mezi Carterem a policií byl spolu s dalším mužem jménem Jaylon Tucker zatčen a převezen do vězení v okrese Clayton. Carter byl obviněn za neplatné značky, držení marihuany a nesprávné předjíždění vozidla záchranné služby. Následujícího rána byl Carter propuštěn na kauci.
Dne 14. února 2023 bylo oznámeno, že Carter byl 29. prosince 2022 zatčen kvůli obvinění z trestného činu napadení poté, co údajně škrtil svou přítelkyni, která byla ve 14. týdnu těhotenství. Carter byl den po zatčení propuštěn na kauci.

## Opium

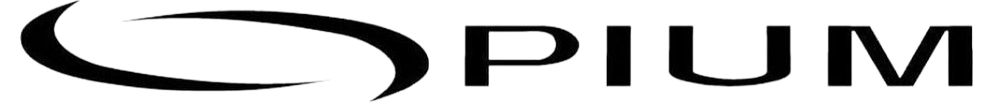
Logo Opiuma

Opium je americký hudební label a kreativní agentura, založená Cartim v roce 2019 spolu s přítelem a kreativním ředitelem Opiumbaby, který pro label pracuje jako A&R. Mezi současné interprety labelu patří Ken Carson, Destroy Lonely a Homixide Gang. Po hudební stránce sdílí kolektiv Opium podobný zvuk - temné, drsné a avantgardní syntezátory se mísí se zběsilým beatem připomínajícím éru punk rocku 70. a 80. let. Tento experimentální zvuk se odklání od současně nejpopulárnějšího subžánru hip hopu, trapu, a získal si vlastní kultovní fanouškovskou základnu.

## Diskografie
Studiová alba
- Die Lit (2018)
- Whole Lotta Red (2020)
- Music (2025)
- BABY BOI (2025)

Mixtapy
- THC: The High Chronical (2011)
- Young Misfit (2012)
- Sensation (2013)
- Playboi Carti (2017)

EP
- Death in Tune (2015)
- PlayboiFresh (2016) (s Chris Fresh)

## Turné

### Headliner
- Playboi Carti Tour (2017)
- Die Lit Tour (2018)
- Neon Tour (2018)
- King Vamp Tour (2021)
- Antagonist Tour (s Ken Carson, Destroy Lonely, a Homixide Gang) (zrušeno)[60]

### Vedlejší
- ASAP Rocky – Injured Generation Tour (2019)
- Wiz Khalifa – Decent Exposure Summer Tour (2019)
- The Weeknd – After Hours til Dawn Tour (2025)